# Klaus-Groth-Haus

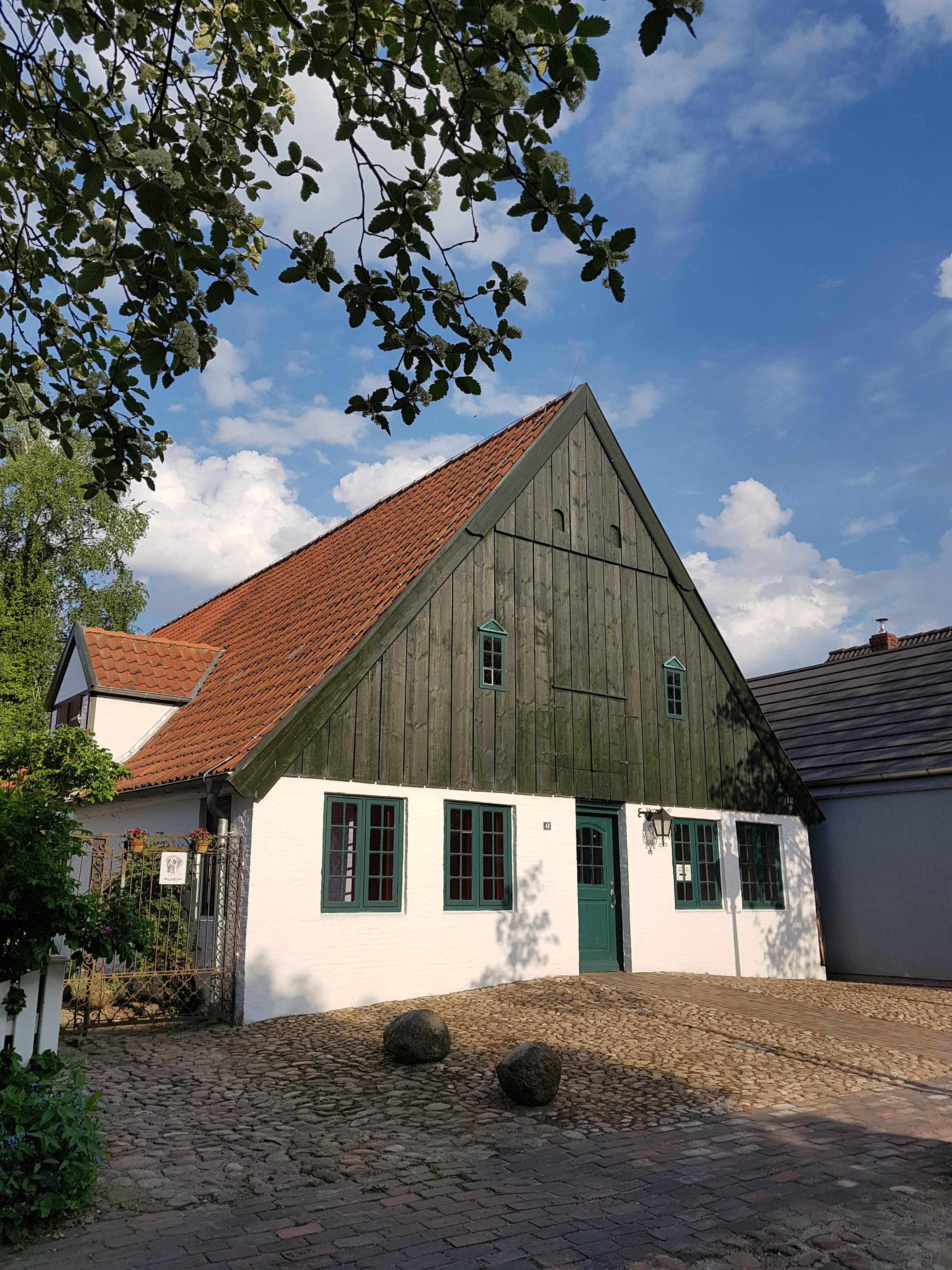
Frontseite des Klaus-Groth-Museums

Das Klaus-Groth-Haus (ehem. Klaus-Groth-Museum) in Heide ist das Geburtshaus des niederdeutschen Dichters Klaus Groth und Teil der Museumsinsel Lüttenheid. Eingerichtet wurde das Haus 1914 zur Erinnerung an Groths Leben und Werk. Bis 2004 war es ein eigenständiges Museum (genannt Klaus-Groth-Museum). Nach Erwerb durch die Stadt Heide wurden umfangreiche Renovierungsarbeiten an dem maroden Haus durchgeführt, bei dem die ursprüngliche Anlage des 1796 nach einem Brand des alten Hauses errichteten Giebelhauses weitgehend erhalten blieb. Eingerichtet wurde das Haus mit Mobiliar, das von Heider Bürgern gespendet wurde. Unter anderem wurde das Geburtszimmer Groths nach einer Zeichnung des Malers Otto Speckter rekonstruiert.
Das Haus vermittelt einen Einblick in den Lebensalltag eines Müllerhaushalts des 19. Jahrhunderts. Die Familie Groth betrieb eine Grützmüllerei im Haus, nachdem Klaus Groths Großvater, Claus Reimer Groth, 1790 in den Müllersbetrieb der Familie Klehn einheiratete. Insbesondere im ehemaligen Handwerkerviertel Lüttenheid war die Verschränkung von Lebens- und Arbeitswelt besonders eng. Die eingerichteten Zimmer sowie auf dem Dachboden ausgestellte Mühlengeräte veranschaulichen dies.
Des Weiteren gehört ein umfangreicher Bestand an Originaldokumenten aus dem Nachlass Groths zur Sammlung, von denen einige Teil der Dauerausstellung sind. Persönliche Gegenstände, Gemälde sowie Fotos zählen ebenfalls zum Sammlungsbestand. Die umfangreiche Bibliothek wird mittlerweile in der Landesbibliothek Kiel fachgerecht konserviert. Sie setzt sich zum einen Teil aus dem Privatbesitz des Dichters und zum anderen aus Werken zusammen, die nach Eröffnung des Hauses hinzugefügt wurden.

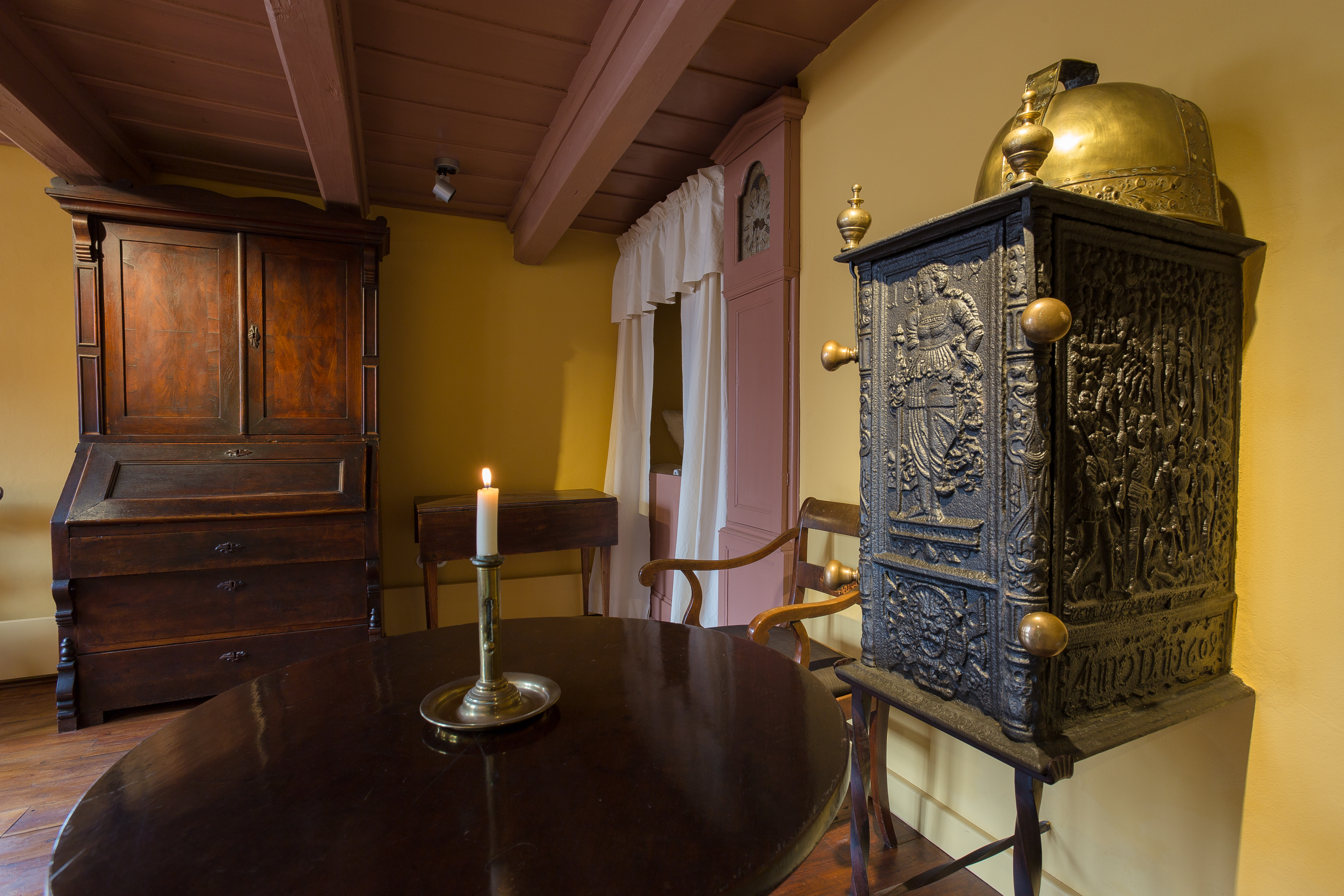
Geburtszimmer im Klaus-Groth-Museum, rekonstruiert nach einer Zeichnung Otto Speckers von 1853

Das gesamte Ensemble der Museumsinsel steht seit 2017 unter Denkmalschutz.